# La Troba Kung-Fú
La Troba Kung-Fú és un grup de música català, de la Garriga, creat per Joan Garriga després de la dissolució de Dusminguet. Destaca per la barreja de diferents gèneres, com la rumba, el dub, la cúmbia, el rock o el blues. Van iniciar la seva road movie com a grup el desembre del 2005. Després de fer quatre concerts, van començar a enregistrar cançons i a penjar-les al seu web cada 15 dies. El 2006 van publicar el seu primer disc, Clavell morenet, gravat als estudis de la casa Fournier de la Garriga. I posteriorment van iniciar una gira per Catalunya i diversos països d'Europa, Mèxic i els Estats Units.
El 2007 van guanyar el premi de la crítica Puig-Porret i el 2008 Garriga va rebre el premi Ciutat de Barcelona de música.
El 2009 van enregistrar el directe Rumbia at Ernesto's, al qual seguiren A la panxa del bou, el 2010, i Santalegria, el 2013, aquests dos últims gravats a la casa Fournier també.
La Troba Kung-Fú continua fent concerts per Bèlgica, els Països Baixos, França, Catalunya, Espanya. També ha actuat al Lincoln Center de Nova York.

## Discografia
- Clavell morenet, 2006
- Rumbia at Ernesto's, 2009
- A la panxa del bou, 2010
- Santalegria, 2013